# ATA 무술
ATA 무술(ATA Martial Arts)은 과거 미국 태권도 협회 ( ATA )로 알려졌으며, 1969년 한국의 이행웅에 의해 네브래스카주 오마하에서 설립되었다.
ATA는 1977년부터 아칸소주 리틀록에 본사를 두고 있다.
21개 이상의 국가에서 300,000명 이상의 활동 회원이 있는 미국에서만 800개의 학교와 120,000명의 회원 이 있는 이 단체는 세계에서 가장 큰 태권도 조직 중 하나이다.